# Dall'Angelo Pictures
Dall'Angelo Pictures S.r.l. è una società di distribuzione e produzione cinematografica italiana, fondata nel 1998, che opera in ambito cinematografico, televisivo, home video e piattaforme web.
La società svolge l'attività di produzione agendo in ogni fase della realizzazione di un film, dalle riprese, passando dal montaggio fino al doppiaggio. La società agisce anche in campo internazionale, collaborando con diverse case di produzione estere, lavorando nel campo del cinema, dei documentari, della fiction televisiva e dei cartoni animati. Tra i film co-prodotti a livello internazionale vi sono il thriller The Last Sign, con Andie MacDowell e Tim Roth, e il film d'azione con Steven Seagal The Foreigner - Lo straniero.
La Dall'Angelo Pictures distribuisce pellicole statunitensi ed europee, attraverso la distribuzione cinematografica, televisiva, home video e piattaforme web, compra e distribuisce prodotti di società come Buena Vista, HBO, Lions Gate e molte altre. Nel 2008 sigla un accordo importante con la Sony Pictures Home Entertainment per la distribuzione di un vasto catalogo, che comprende serie televisive di successo e film cult di registi come Fellini e Bertolucci. Inoltre, sul fronte delle nuove sperimentazioni distributive, la società sigla un accordo con Film is Now, primo sito italiano per video on demand legale, mettendo a disposizione diversi titoli per il download legale.
Nel corso degli anni la società ha ampliato il proprio catalogo, toccando gli 800 titoli. Tra i film distribuiti vi sono Narc - Analisi di un delitto, Heartbreakers - Vizio di famiglia, Shattered - Gioco mortale e molti altri. Nel 2008 la società di aggiudica la distribuzione del controverso film di Oliver Stone W., sulla vita dell'ex Presidente degli Stati Uniti George W. Bush, dimostrandosi l'unica casa distributiva ad aver avuto il coraggio di distribuire il film, precedentemente rifiutato da altre case e festival cinematografici a causa di pressioni governative. Più di recente la società si è affacciata anche nel mercato cinematografico dell'animazione giapponese, rilevando i diritti per l'Italia di film come Highlander - Vendetta immortale di Yoshiaki Kawajiri e The Sky Crawlers - I cavalieri del cielo di Mamoru Oshii.
Sempre nel settore dell'animazione la società ha ottenuto importanti riconoscimenti portando in Italia successi internazionali come Pingu, Shaun, vita da pecora e Masha e Orso.